# شعب ناصر (القفر)

تعديل مصدري - تعديل

شعب ناصر محلة تابعة لقرية السبل، التابعة لعزلة بني سيف السافل بمديرية القفر إحدى مديريات محافظة إب في الجمهورية اليمنية، بلغ تعداد سكانها 61 حسب تعداد اليمن لعام 2004.